# Tsambouna
La tsambouna (grec: Τσαμπούνα), tsampouna o askomadoura és una cornamusa pròpia de les Illes Gregues -de les Cíclades i del Dodecanès-, i forma part de la família de la gaita. És una cornamusa de doble cantonada, sense bordó, i s'infla bufant amb la boca dins d'una bossa de pell de cabra. L'instrument està molt estès a les illes gregues. La paraula és un représtec de zampogna, la paraula per als tubs de doble cantat italians. Tsampouna està etimològicament relacionat amb el grec sumfōnia (grec: συμφωνία), que significa "concòrdia o unísono de so" (de σῠν- sun-, "amb, junts" + φωνή phōnḗ, "so") i aplicat més tard a un tipus de cornamusa.

## Factura
Tradicionalment ha estat construïda pel mateix instrumentista a partir d'una pell de cabra o de be, girada del revés. Té la particularitat de tenir els dos tubs en un mateix bloc de fusta d'olivera en el qual s'insereixen dues canyes en les quals es practiquen els forats, i al qual s'acoblen les inxes.
El tub melòdic té uns 25 cms. de llargada, cinc forats i acaba en un pavelló fet de banya. El tub del bordó no és regulable. El bufador, també és de canya, i fa uns 12 cm. La decoració es limita a alguns pirogravats i a voltes a algun relleu quan el tub és d'olivera.

## Interpretació
Es toca dempeus. L'escala musical és diatònica i serveix per a la interpretació de música tradicional, sobretot danses en el temps de Nadal. Es toca o bé com a solista o bé acompanyada d'instruments de percussió com el daouli, o també amb el llaüt laghouto.